# Wydatki państwa
Zasugerowano, aby zintegrować ten artykuł z artykułem Wydatki publiczne (dyskusja). Nie opisano powodu propozycji integracji.
Wydatki publiczne – środki pieniężne wydatkowane przez podmioty państwowe i jednostki samorządu terytorialnego.
Wyodrębnia się siedem kategorii wydatków publicznych:
1. Finansowanie rozwoju społeczno-gospodarczego kraju i rozwoju regionalnego. Zazwyczaj wydatki te występują w formie inwestycji infrastrukturalnych (takich jak drogi, mosty, szkoły, szpitale), inwestycji strukturalnych (inaczej mówiąc na restrukturyzację) i inwestycji produkcyjnych.
2. Pokrywanie strat i dofinansowanie działalności przedsiębiorstw sektora publicznego. Straty wynikają z niskiej efektywności przedsiębiorstw. Dofinansowania mają formę dotacji przedmiotowych (dopłaty) i podmiotowych (na rzecz określonego podmiotu).
3. Subsydiowanie gospodarstw domowych (zasiłki, renty)
4. Pokrywanie kosztów świadczenia usług społecznych
5. Zapewnienie bezpieczeństwa zewnętrznego i wewnętrznego (wydatki na służbę policji, siły zbrojne)
6. Utrzymanie aparatu państwowego i samorządowego, wymiaru sprawiedliwości i więziennictwa
7. Obsługa wewnętrznego i zewnętrznego zadłużenia

## Finansowanie wydatków państwa
- Finansowanie podatkami. Twierdzenie o zrównoważonym budżecie (twierdzenie Haavelma) zakłada, że jednoczesny, taki sam wzrost wydatków państwa i podatków, z których są finansowane wydatki, prowadzi do wzrostu zagregowanego popytu i produktu krajowego o tę samą wielkość. Innymi słowy ukazuje ono możliwość osiągnięcia każdego celu w zakresie dochodu narodowego bez powiększania deficytu budżetowego.
- Finansowanie za pomocą deficytu budżetowego. Według Keynesa, wydatki finansowane deficytem mają większy wpływ na dochód. Występują tu dwie możliwości:
  - Finansowanie deficytu za pomocą bazy monetarnej – jest mniej kosztowne (zysk z emisji) i ma większy wpływ na dochód, ponieważ powoduje jednoczesne przesunięcie w górę krzywych IS i LM. Zdaniem monetarystów takie pieniężne finansowanie wydatków publicznych może nie przynieść skutków ekspansywnych, a jedynie doprowadzić do inflacji.
  - Finansowanie deficytu za pomocą długu – pozostawia rozmiar bazy monetarnej na nie zmienionym poziomie i powoduje wzrost stóp procentowych, wskutek czego wydatki państwa wypierają prywatne inwestycje (finansowy efekt wypierania). Według zwolenników nowej makroekonomii klasycznej, wzrost wydatków państwa finansowanych emisją długu prowadzi do pełnego wypierania realnego, ponieważ jednostki – przewidując, że państwa będzie musiało podwyższyć przyszłe podatki, aby spłacić dług – przygotowują się do tego, ograniczając konsumpcję bieżącą. Wydatki państwa nie będą zatem oddziaływały na dochód bieżący. Z tego założenia o "superracjonalności" konsumenta wypływa twierdzenie znane jako ekwiwalencja ricardiańska, zakładające, iż finansowanie wydatków państwa za pomocą długu jest równoznaczne z finansowaniem ich za pomocą podatków. Zjawisko wypierania realnego może występować szczególnie wtedy, gdy gospodarka znajduje się blisko poziomu pełnego zatrudnienia oraz gdy wydatki publiczne są substytutem eksportu w warunkach płynnych kursów walutowych.